# إميلي برينجتون
إميلي بيرينجتون (بالإنجليزية: Emily Berrington)‏ (من مواليد 7 ديسمبر 1985 في أكسفورد، المملكة المتحدة) هي ممثلة إنجليزية لعبت دور سيمون الحرازي في مسلسل 24: عيش يوم آخر (2014)  و لعبت دور نيسكا إلستر في مسلسل بشرعلى قناة إيه إم سي (2015-2018).

## حياة سابقة
كان والدا برينجتون أخصائيين اجتماعيين.  و لها ثلاثة اخوة وهما إيمي أستاذة جامعية في الولايات المتحدة. و توم يعمل لدى شركة أي ام جي في أبو ظبي و كاتي تعمل في مجلة فوغ، التحقت تبيرينجتون بمدرسة تشيني  ثم درست جغرافيا التنمية في كلية كينجز لندن.

## راوبط خارجية
- إميلي برينجتون على موقع IMDb (الإنجليزية)
- إميلي برينجتون على موقع قاعدة بيانات الفيلم (الإنجليزية)